# チンワルド雲母
チンワルド雲母（チンワルドうんも、zinnwaldite）は、リチウムと鉄を含む雲母。siderophyllite（KFe2+2AlAl2Si2O10(OH)2）と polylithionite（KLi2AlSi4O10F2）の間の系列名であり、独立種ではない。
有名な産地である、チェコとドイツに跨るツィンヴァルトという町の名前から来ている（ドイツではツィンヴァルト・ゲオルゲンフェルト Zinnwald-Georgenfeld、チェコではツィーノヴェツ Cínovec）。
花崗岩質のペグマタイトに産する。日本の産地は岐阜県中津川市、滋賀県栗太郡田ノ上山など。

## 益富雲母
田ノ上山ではチンワルド雲母の鉄をマンガンに置き換えた新鉱物が発見され、鉱物学者・益富壽之助に因んで益富雲母（masutomilite）の名が付けられた。化学組成は KLiAlMn2+AlSi3O10F2 で、こちらは独立種である。